# Рогова, Кира Анатольевна
Ки́ра Анато́льевна Ро́гова (род. 1931) — советский и российский лингвист и педагог. Доктор филологических наук (1979), профессор (1979). Почётный профессор Санкт-Петербургского государственного университета (2008).

## Биография
Родилась 15 февраля 1931 года в Ленинграде.
С 1949 по 1954 год обучалась на отделении русского языка филологического факультета Ленинградского государственного университета (ЛГУ), с 1954 по 1957 год обучалась в аспирантуре при этом факультете. С 1957 года на педагогической работе в ЛГУ в должности преподавателя общеуниверситетской кафедры русского языка. С 1966 по 1986 год — доцент, профессор и заведующая кафедрой стилистики и редактирования факультета журналистики. С 1986 по 1999 год — заведующая кафедрой русского языка для иностранцев-филологов и одновременно с 1989 по 1993 год — декан факультета русистики ЛГУ — СПбГУ.
В 1964 году К. А. Рогова была утверждена в учёной степени кандидата филологических наук (тема диссертации: «О порядке слов в современном русском литературном языке : Положение дополнения и обстоятельства места в простом предложении»), в 1979 году — доктора филологических наук (тема: «Экспрессивно-стилистические формы синтаксиса в публицистической речи : анализ статей в ленинской „Искре“ и первой легальной газете большевиков „Новая жизнь“»). В 1966 году решением ВАК ей было присвоено учёное звание доцента, в 1979 году — профессора по кафедре стилистики и редактирования. В 2008 году ей было присвоено звание «почётный профессор СПбГУ».

## Научно-педагогическая деятельность
Основная научно-педагогическая деятельность К. А. Роговой связана с вопросами в области русистики и русского языка как иностранного. С 1986 по 1992 год председатель научно-методического совета по русскому языку как иностранному при Министерстве высшего и среднего специального образования РСФСР. Председатель и член диссертационных советов филологического факультета и факультета журналистики СПбГУ, а также филологического факультета РГПУ имени А. И. Герцена.
К. А. Рогова — автор более 200 научных трудов, в том числе: «Современный русский литературный язык» (Л.: 1971), «Синтаксические особенности публицистической речи» (Л.: 1975), «Язык художественной публицистики» (Л.: 1983), «Язык специальности на занятиях по русскому языку как иностранному» (1989: ISBN 5-288-00311-4), «Разноуровневые единицы языка и их функционирование в тексте» (СПб.: 1992), «Русское художественное слово. Многообразие литературоведческих и лингвометодических методов» (СПб.: 1996), «Пособие по речевой практике» (1998: ISBN 5-288-02231-3), под её руководством защищено более 45 кандидатских и докторских диссертаций.

## Основные публикации
- Рогова К. А. Современный русский литературный язык. Односоставные предложения: Учеб. пособие для студентов-журналистов. Л., 1971
- Рогова К. А. Практическая стилистика русского языка: Функциональные стили: Учеб. пособие. М., 1982 (соавтор и отв. редактор).
- Рогова К. А. Художественный текст: структура, язык, стиль. СПб., 1993 (соавтор и отв. редактор).
- Рогова К. А. Анализ художественного текста. (Русская литература XX века: 20-е годы). СПб., 1997 (соавтор и отв. редактор).
- Рогова К. А. Художественная речь русского зарубежья: 20—30-е годы XX века. Анализ текста. СПб., 2002 (автор и отв. редактор)
- Рогова К. А. Стихотворение Лермонтова «Валерик»: опыт рассмотрения речевой организации текста // Мир Лермонтова: Коллективная монография. СПб: Скрипторум.2015
- Рогова К. А. Односоставные предложения в системе синтаксического описания // Академик А. А. Шахматов: жизнь, творчество, научное наследие. Сб. статей к 150-летию со дня рождения учёного / Отв. ред. О. Н. Крылова, М. Н. Приёмышева. СПб.: Нестор-История, 2015.
- Рогова К. А. Текст: теоретические основания и принципы анализа: учеб-науч. пос. / Под ред. проф. К. А. Роговой. — СПб.: Златоуст, 2011. (соавтор и отв. редактор).
- Рогова К. А. Функционально-смысловые единицы речи. СПб.: Златоуст, 2017 (соавтор и отв. редактор)[2].

## Награды
Основной источник:
- Орден Дружбы (1999)
- Орден «Знак Почёта» (1986)
- Медаль Пушкина (1999)
- Медаль «Ветеран труда» (1986)
- Медаль А. С. Пушкина (1997 год, Международная ассоциация преподавателей русского языка и литературы)[4]